# Phippsia concinna
Phippsia concinna là một loài thực vật có hoa trong họ Hòa thảo. Loài này được (Fr.) Lindeb. miêu tả khoa học đầu tiên năm 1898.